# ヤシ市電
ヤシ市電（Tramvaiul din Iaşi）は、ルーマニアの都市・ヤシ市内に路線網を有する路面電車。1900年に開通した長い歴史を持つ路線で、2022年現在、ヤシ市内の路線バスと共にヤシ市が全株を所有するヤシ公共交通会社（Compania de Transport Public Iași SA、CTP Iaşi）によって運営されている。

## 歴史
ヤシ市内に路面電車が開通したのは1900年3月1日で、先立つ1898年に認可が下りた事を受け、ヤシ市と契約を結んだドイツ・ベルリンのAEGが建設や運営を実施した。開通初期から大規模な路線網を有していたのが特徴で、1901年の延伸により総延長17.3 km、4つの系統で運行されるようになり、当時のルーマニアにおいて最大規模の路面電車となった。
その後、第一次世界大戦でドイツがルーマニアの敵対国となった事でAEGとの契約が解消され、ヤシ市電はルーマニア国営路線となった後1920年にヤシ市の運営へと移管された。その後も市電の路線網の拡張が行われ5つの系統による運行となった一方、同時期には市電の工場で自社生産の車両の生産も実施されていた。だが、第二次世界大戦の勃発に伴い市電も大きな被害を受け、戦後初期はその復旧に費やされた。
戦後の共産主義時代、ヤシ市電の運営組織となる公共輸送会社は事業内容の分離や組織の再編が幾度となく実施され、最終的に1979年からルーマニア革命による共産主義体制の崩壊後の1990年までヤシ市を含むヤシ県全体の公共交通を運営するヤシ県公共輸送公社（Întreprinderea Judeţeană de Transport Local、I.J.T.L.）による運営が実施された。一方、共産主義時代は大規模な都市開発や工業化によって公共交通の需要が大幅に増大した時代でもあり、路面電車網の拡大も進んだ。特に1980年代以降は労働者向けの住宅地の開発が行われた事により、これらと工業都市を結ぶ路面電車路線の大規模な増設が実施された。車両面についても1970年代以降国内で生産された大型ボギー車のティミス2に加え、海外からもチェコスロバキア（現：チェコ）製のタトラT4Rの大量導入が行われた。
民主化以降、ヤシ市電を含むヤシ市内の公共交通機関はヤシ市が全株を所有する株式会社による運営に転換されており、こちらも幾度かの再編を経て2016年以降はヤシ公共交通会社が市電や路線バスの運営を実施している。その一方、1990年代以降のヤシ市電は長年の使用で老朽化した線路の継続的な修復に加えて、ドイツを始めとしたヨーロッパ各国で廃車となった路面電車車両の譲受による車両の近代化を実施している。また、その過程で2003年にスイスの経済関係国家事務局（SECO）との間に近代化協定が結ばれスイスからも車両の譲渡が実施されている他、2004年には架線の電圧が直流600 Vに変更されている。

## 運行
2022年現在、ヤシ市電では以下の9系統が設定されている。丘陵地帯に存在するヤシ市内を走行する事から路線には勾配区間が多いのが特徴である。運賃に関しては2018年以降ゾーン制に基づく料金体系が採用されており、全ての系統が「ゾーン1」の中に存在するヤシ市電の基本運賃は3レイで、有効期限は2時間である。運賃は現金による乗車券の購入に加え、スマートフォンやパソコンを用いたオンライン購入、銀行のキャッシュカードを用いた電子支払いにも対応する。
これらとは別に、2023年以降ヤシ市電では市内各地（Dacia、Aug、Copou、Canta）でリサイクル可能な粗大ごみを収集し、市営企業（Salubrious）によって運営されるリサイクルセンターまで輸送するゴミ専用の貨物列車の運行が実施されている。
| 系統番号 | 経路                                        | 営業キロ | 備考・参考                     |
| -------- | ------------------------------------------- | -------- | ------------------------------ |
| 1        | Copou - Podu Roş - Tătăraşi - Copou         | 17.502km | ラケット式環状系統(反時計回り) |
| 3        | Gara - Tătăraşi Nord                        | 6.695km  |                                |
| 5        | Dacia - Gara Internaţională - Ţuţora        | 19.063km |                                |
| 6        | Dacia - Gara - Arcu - Târgu Cucu            | 13.000km |                                |
| 7        | Canta - Podu Roş - Ţuţora                   | 20.000km |                                |
| 8        | Copou - Tudor Vladimirescu - Ţuţora         | 20.000km |                                |
| 9        | Copou - Podu Roş - Tehnopolis               | 20.227km |                                |
| 11       | Dacia - Gara Internaţională - Tătăraşi Nord | 21.300km |                                |
| 13       | Copou - Tătăraşi - Podu Roş - Copou         | 17.542km | ラケット式環状系統(時計回り)   |

路線図
1号線
3号線
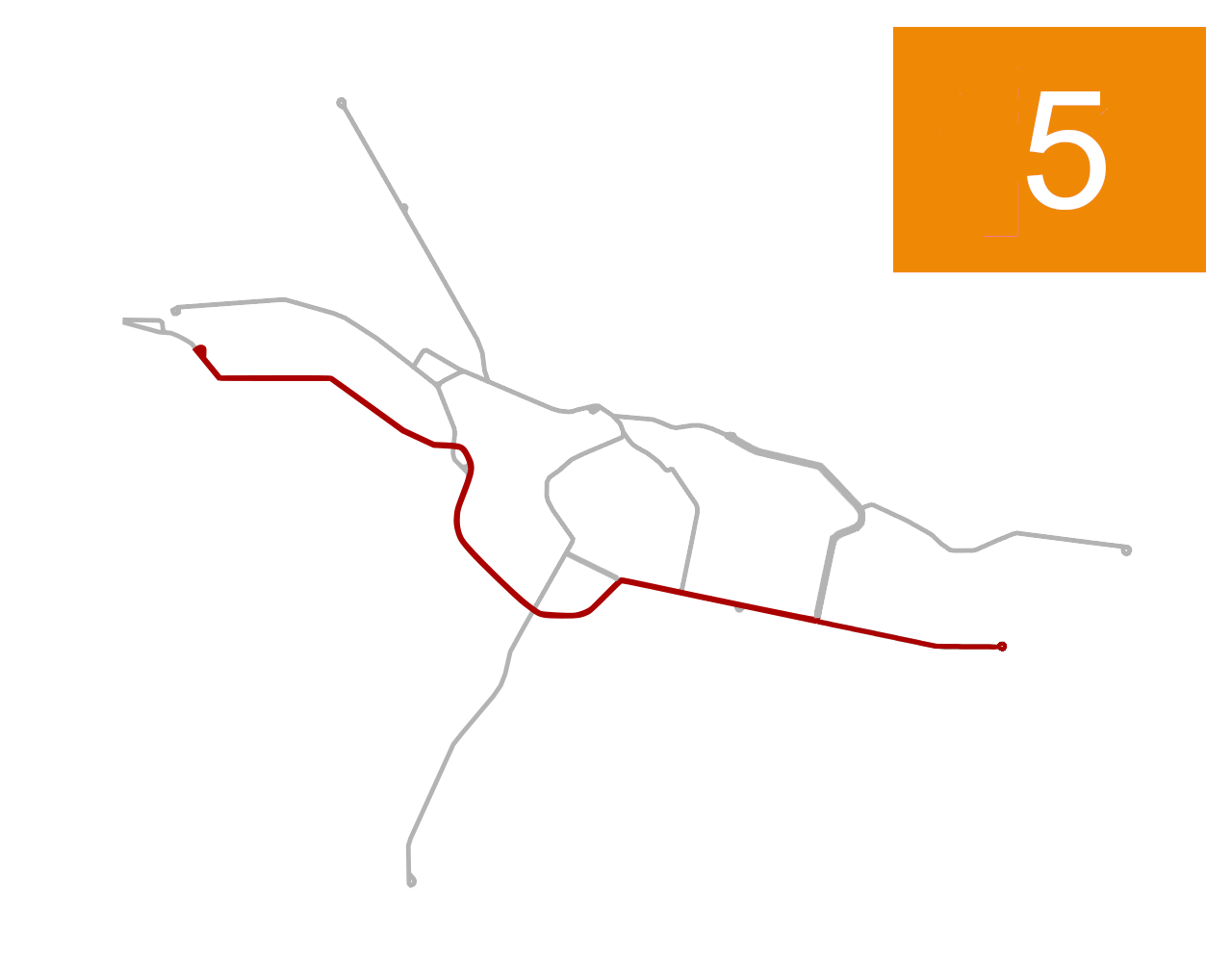
5号線
6号線
7号線
8号線
9号線
11号線
13号線

## 車両

### 現有車両
2022年の時点でヤシ市電の営業運転に使用されている車両は以下の通り。ルーマニアの民主化以降はドイツやスイスからの譲渡車両が多数導入されたが、2020年代以降は欧州連合からの支援を受けてペサ（ポーランド）やボザンカヤ（トルコ）といった海外企業が生産した超低床電車の導入が進んでいる。これらに加えてヤシ市電の車庫には1998年に復元された開業時の車両を始めとした歴代の車両が多数保管されており、その中にはヤシ市電に譲渡後再度廃車された国外各都市の車両も含まれている。
| 形式                   | 編成        | 譲渡元                 | 備考・参考 |
| ---------------------- | ----------- | ---------------------- | --- |
| GT4                    | 2車体連接車 | シュトゥットガルト市電 | |
| GT4                    | 2車体連接車 | アウクスブルク市電     | 元はシュトゥットガルト市電からの譲渡車両                                                                               |
| GT4                    | 2車体連接車 | ハレ市電               | 元はシュトゥットガルト市電からの譲渡車両                                                                               |
| GT4                    | 2車体連接車 | ノルトハウゼン市電     | 元はシュトゥットガルト市電からの譲渡車両                                                                               |
| GT4M                   | 2車体連接車 | シュトゥットガルト市電 | 車体更新・近代化車両 2013年に1両に対し改造が実施されたが故障の頻発や施工メーカーとの関係悪化により2020年現在運用離脱中 |
| Be8/8                  | 3車体連接車 | ベルン市電             | |
| Be8/8                  | 3車体連接車 | バーゼル市電           | 元はベルン市電からの譲渡車両                                                                                           |
| GT8                    | 3車体連接車 | アウクスブルク市電     | |
| B4                     | ボギー車    | ベルン市電             | 付随車 2020年現在全車運用から離脱中                                                                                    |
| M6D                    | 2車体連接車 | ミュールハイム市電     | |
| M8C                    | 3車体連接車 | エッセン市電           | |
| ST10                   | 2車体連接車 | ダルムシュタット市電   | |
| ボザンカヤ製超低床電車 | 5車体連接車 | 新造車両               | [ 10 ] |
| 122NaJ                 | 5車体連接車 | 新造車両               | [ 10 ] [ 13 ] |

### ギャラリー

#### 現有車両

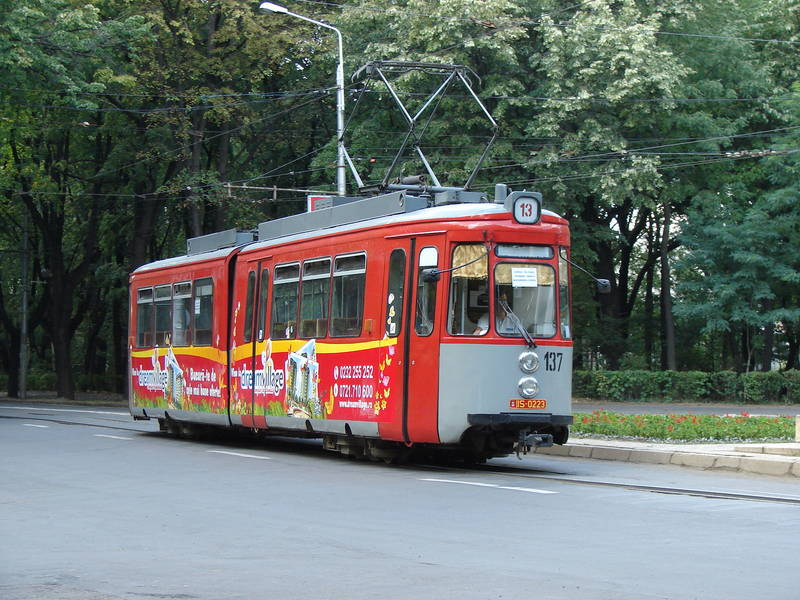
GT4（2007年撮影）
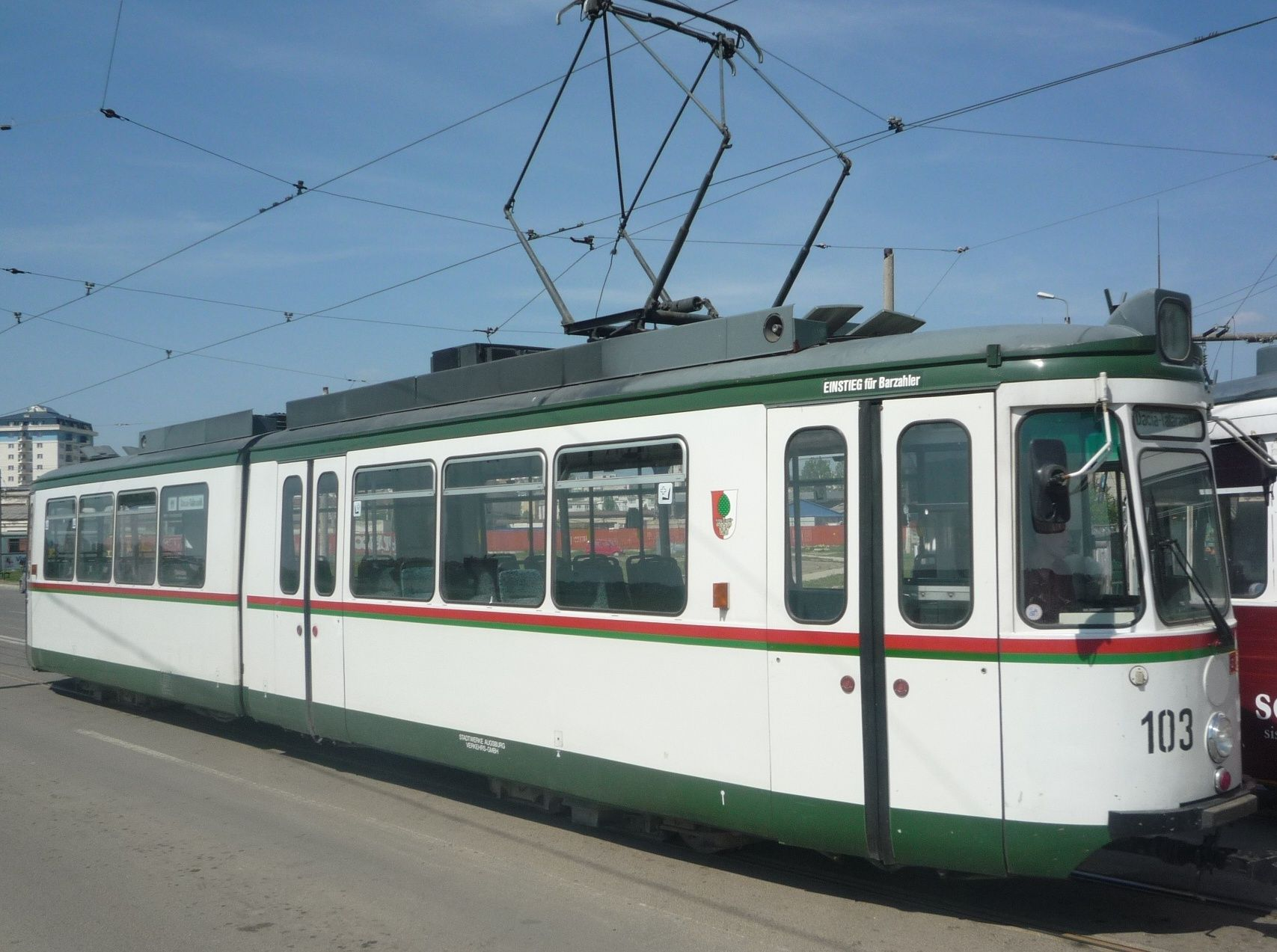
GT4（アウクスブルク市電塗装）（2010年撮影）
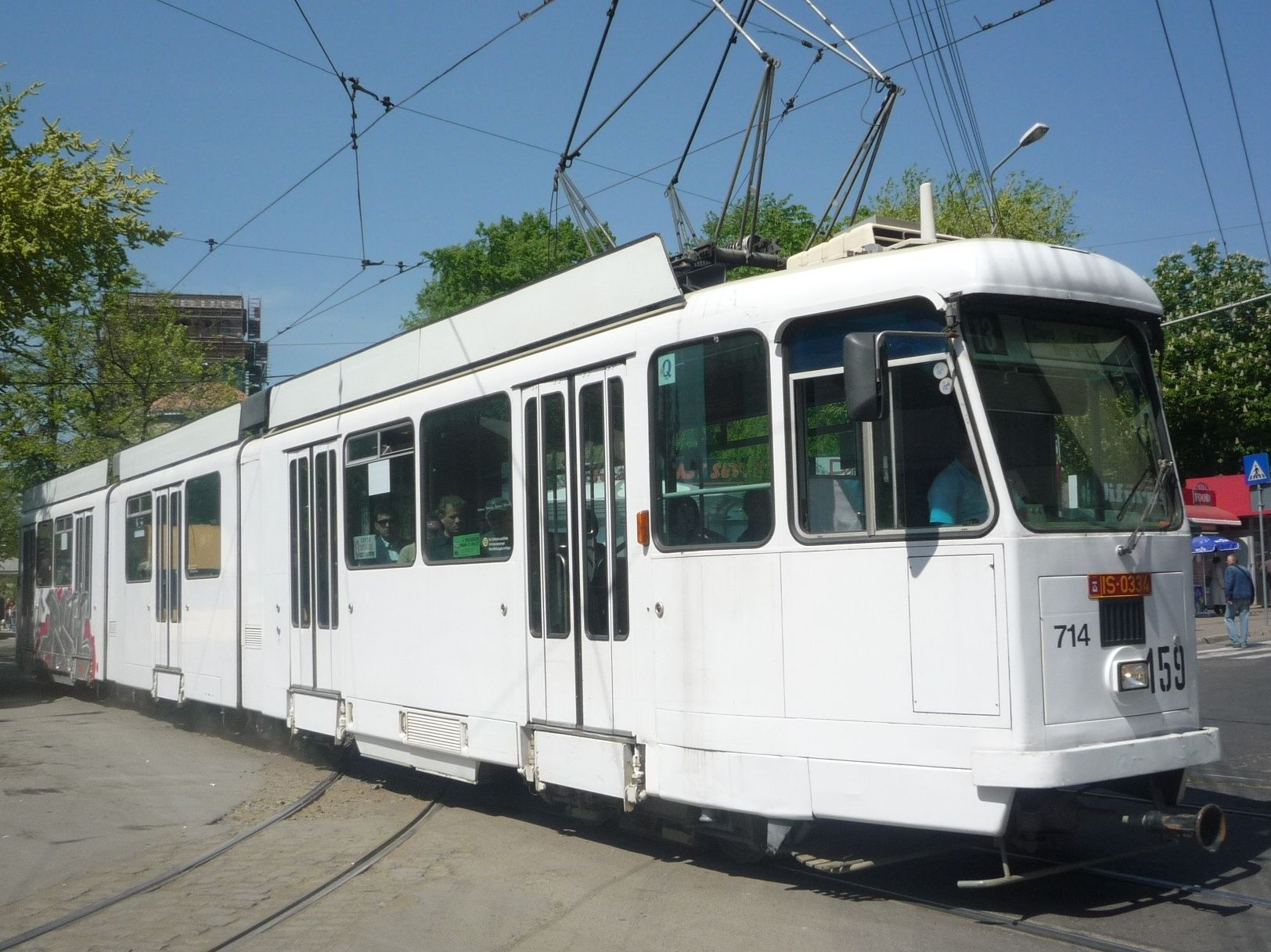
Be8/8（2010年撮影）
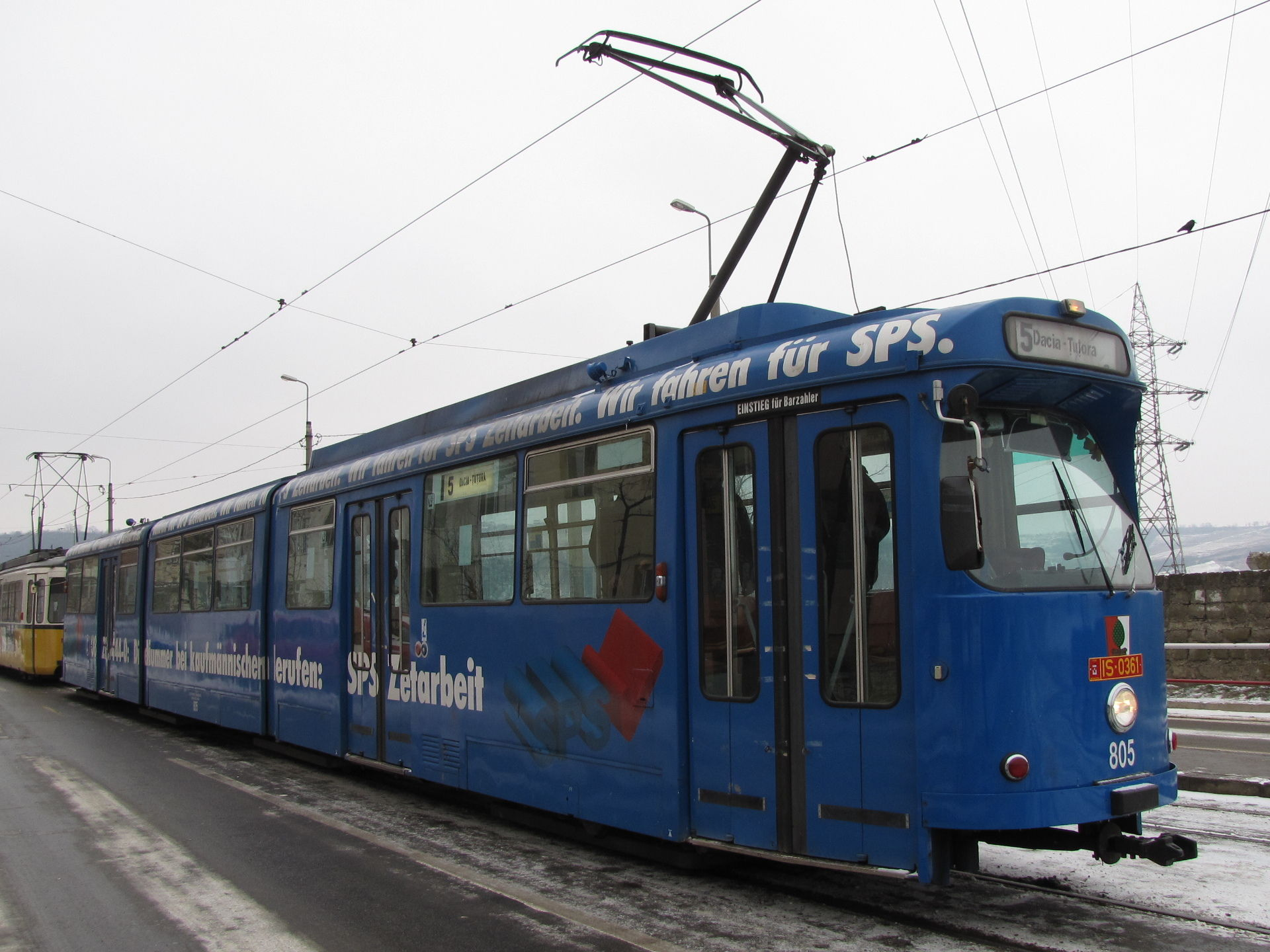
GT8（2011年撮影）
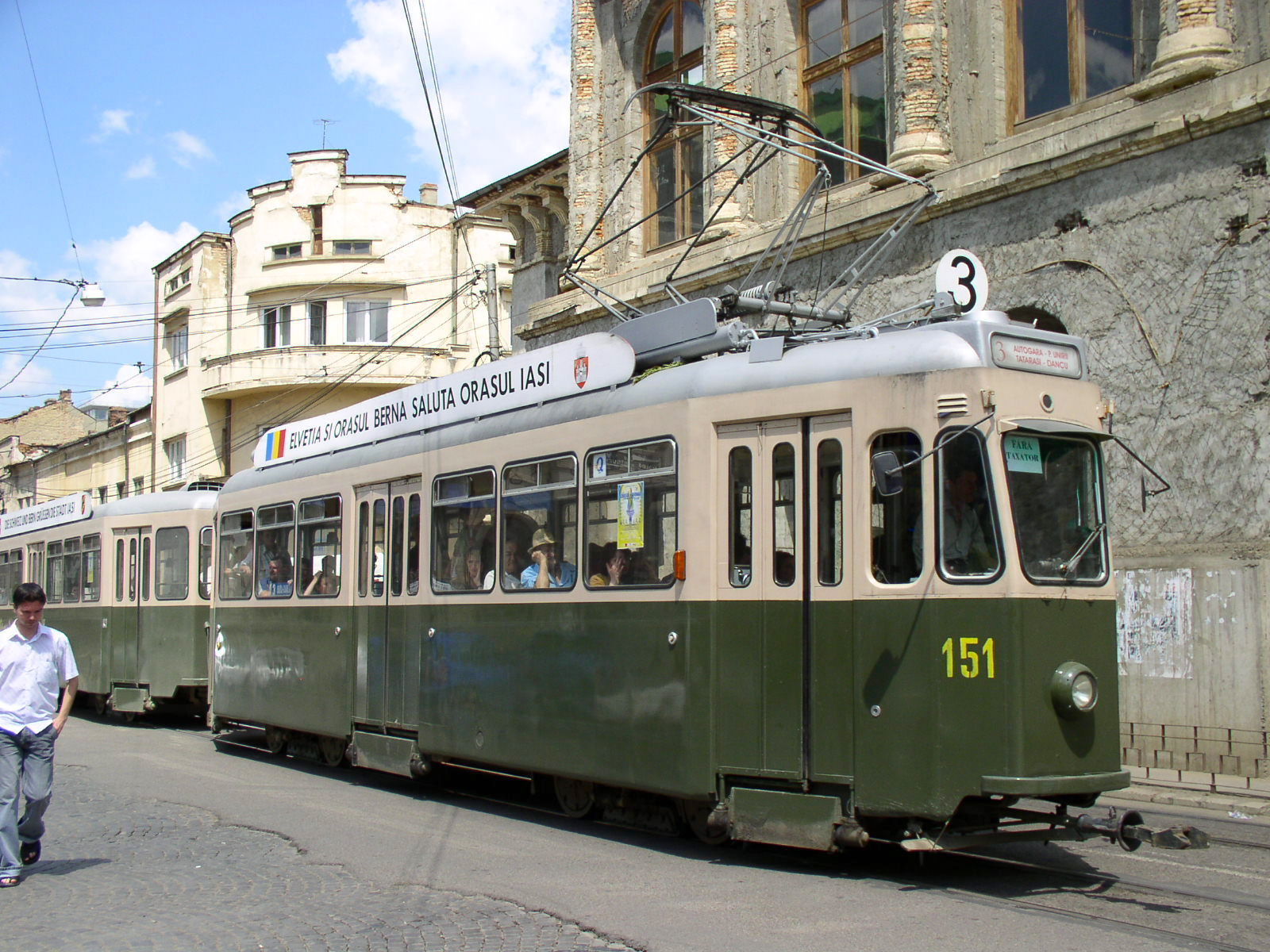
Be4/4（前） B4（奥）（2006年撮影）
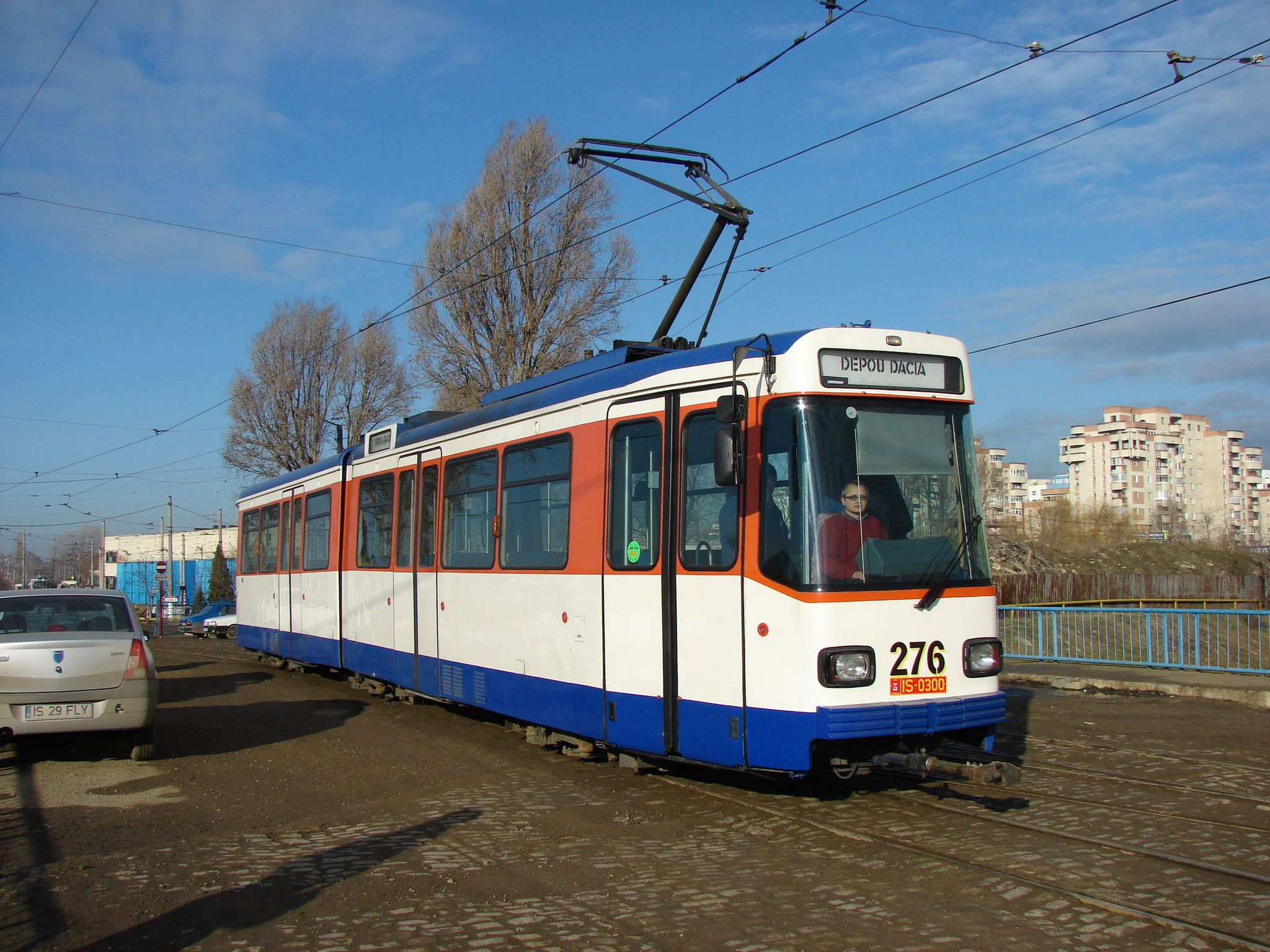
ST10（2008年撮影）
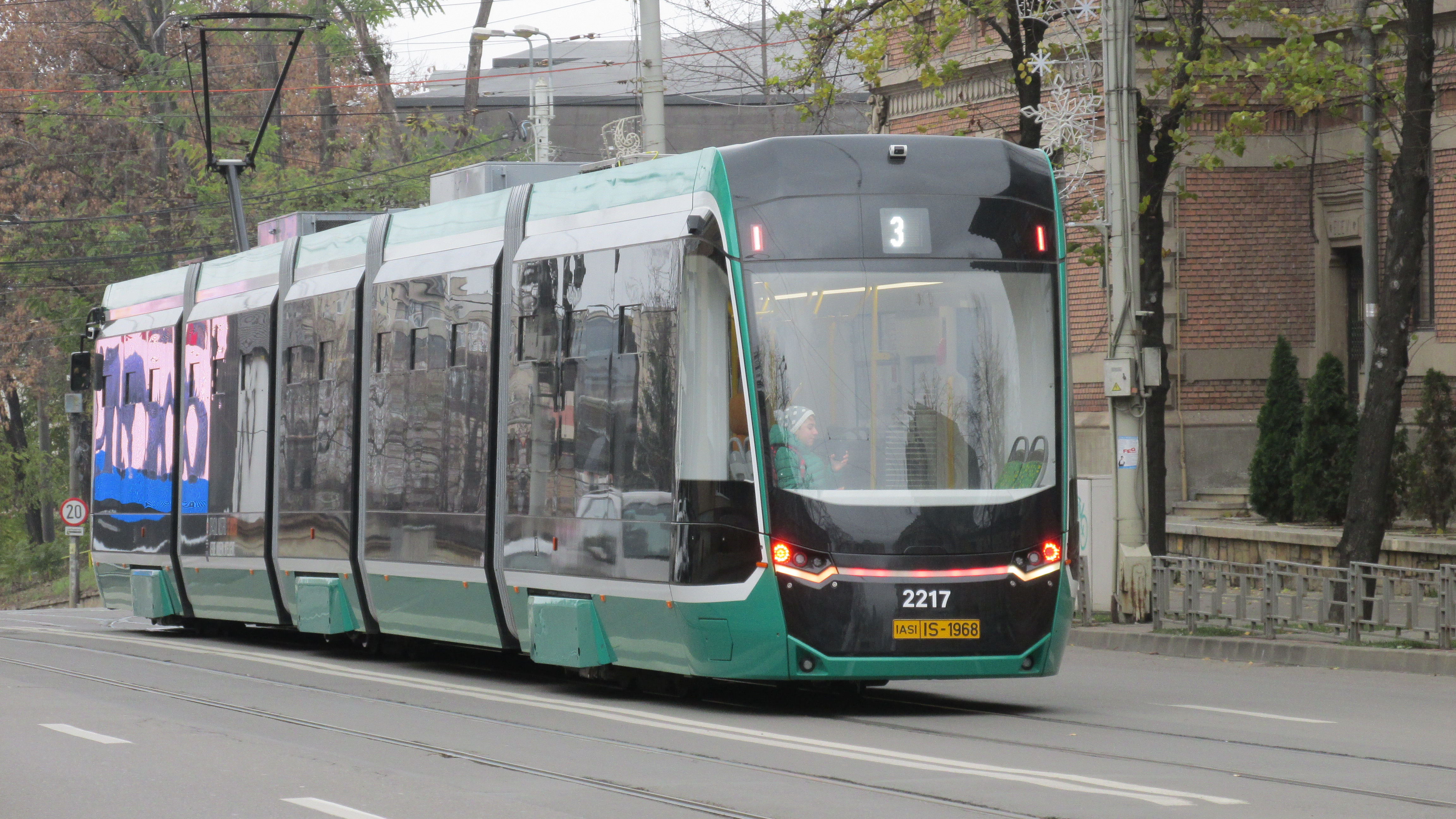
ボザンカヤ製電車（2022年撮影）
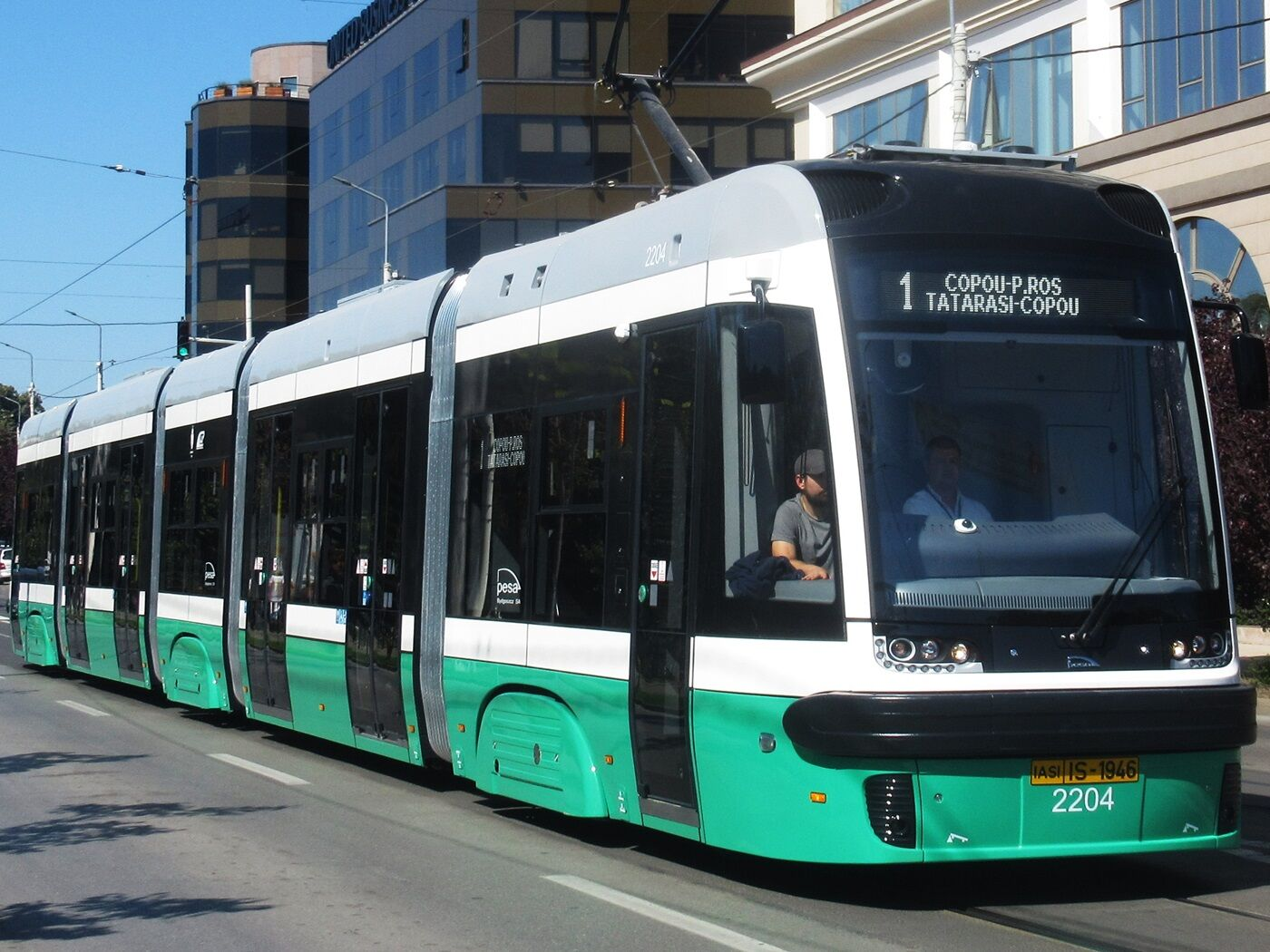
122NaJ（2021年撮影）

#### 動態保存車両

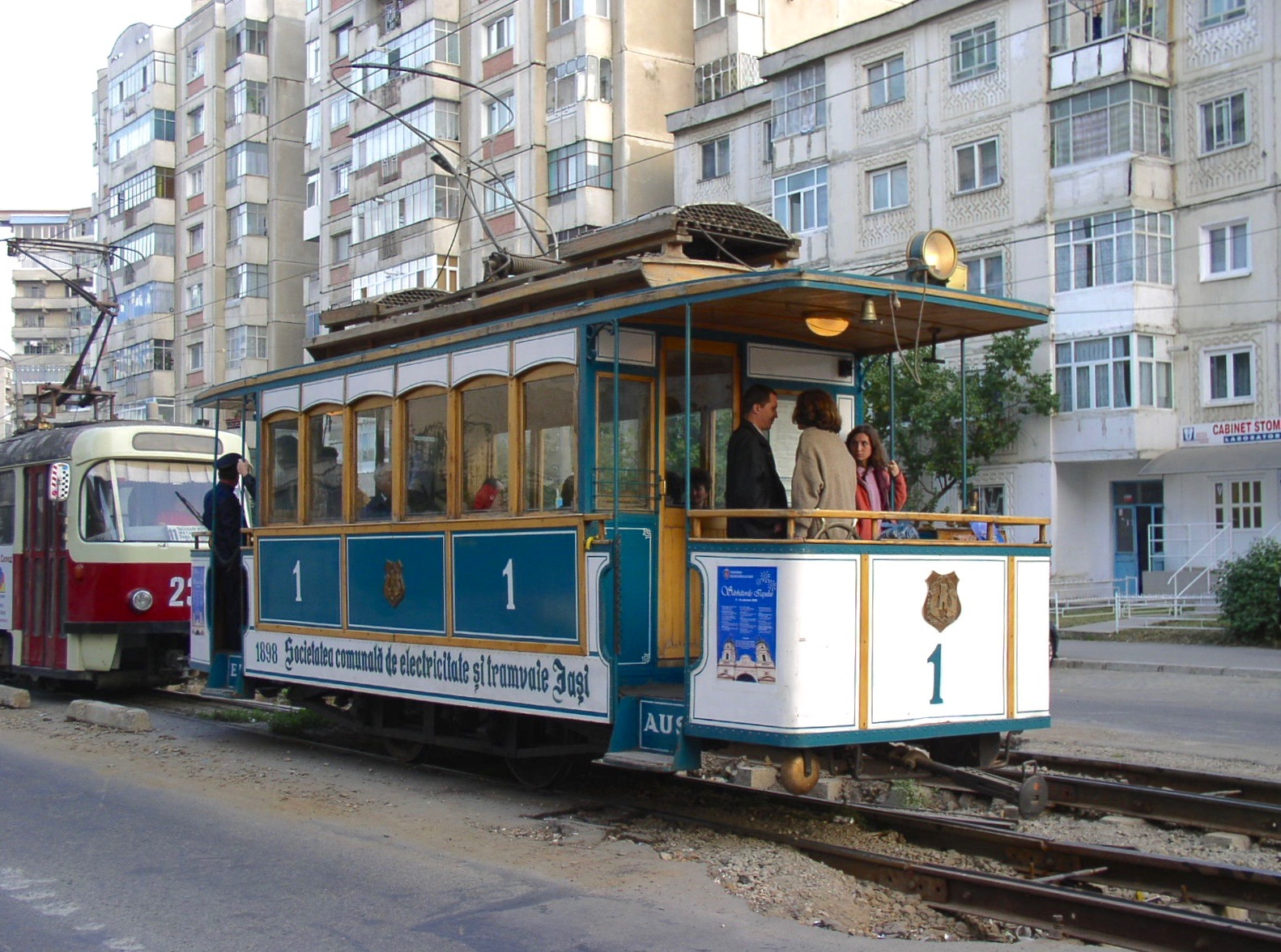
1号電車 1998年に復元が行われた（2005年撮影）
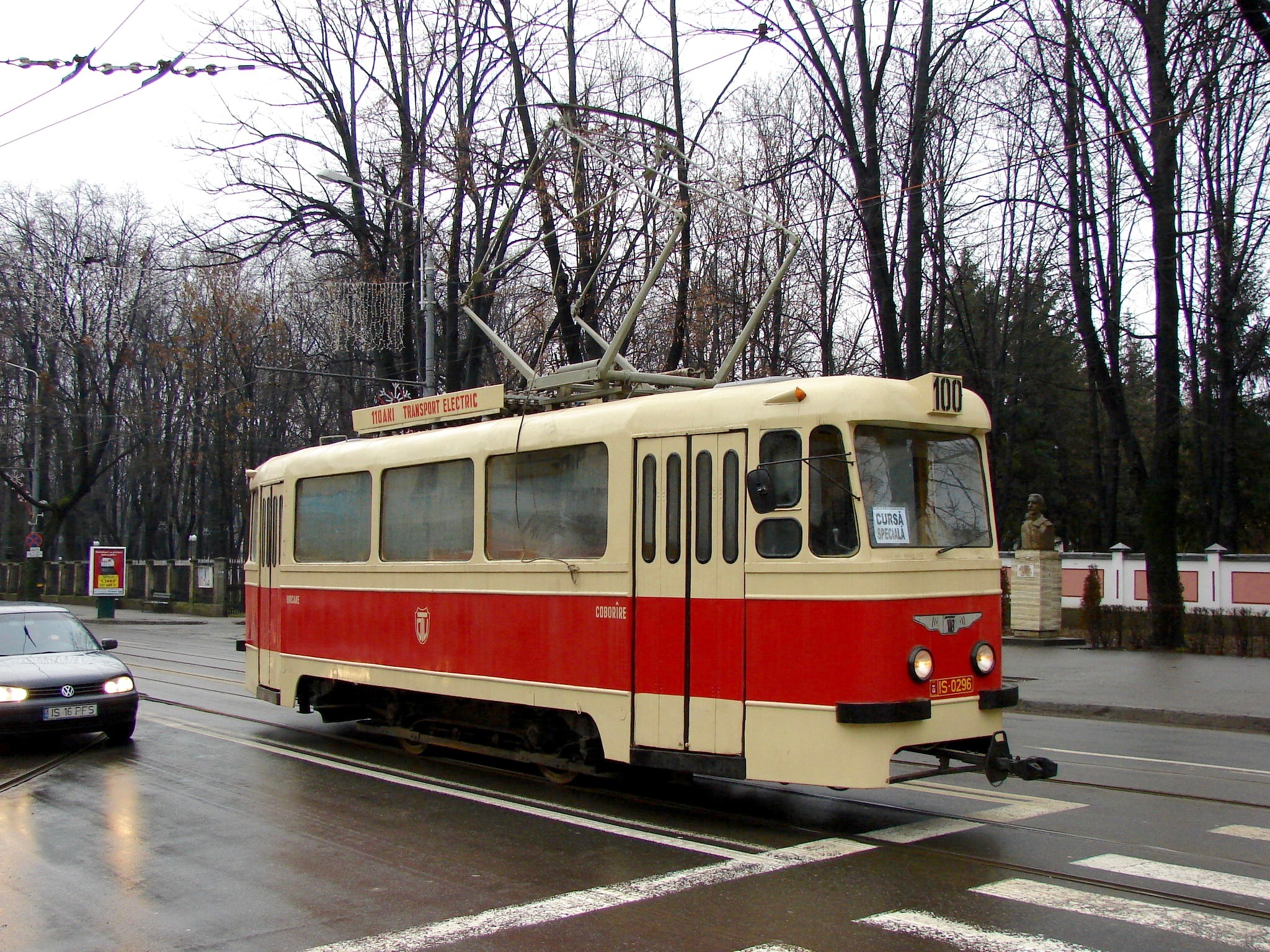
V58 ルーマニアの国産2軸車（2008年撮影）

#### 過去の車両

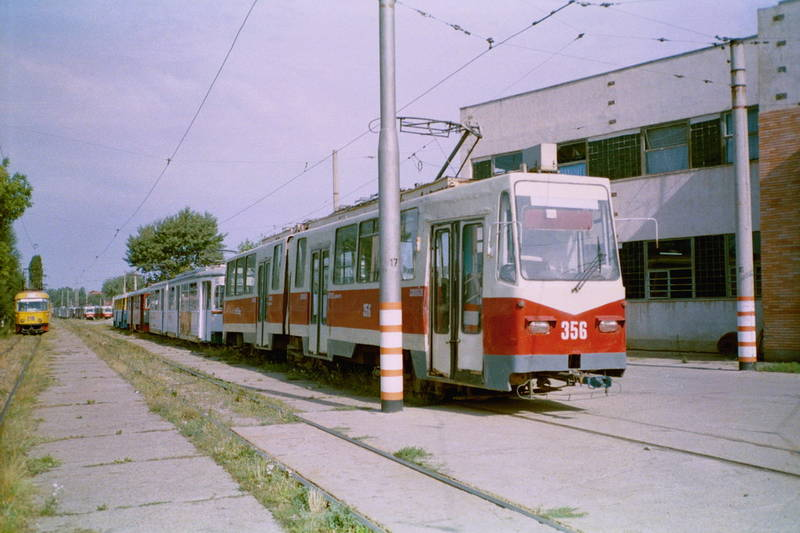
V2A ルーマニア国産の2車体連接車（2006年撮影）
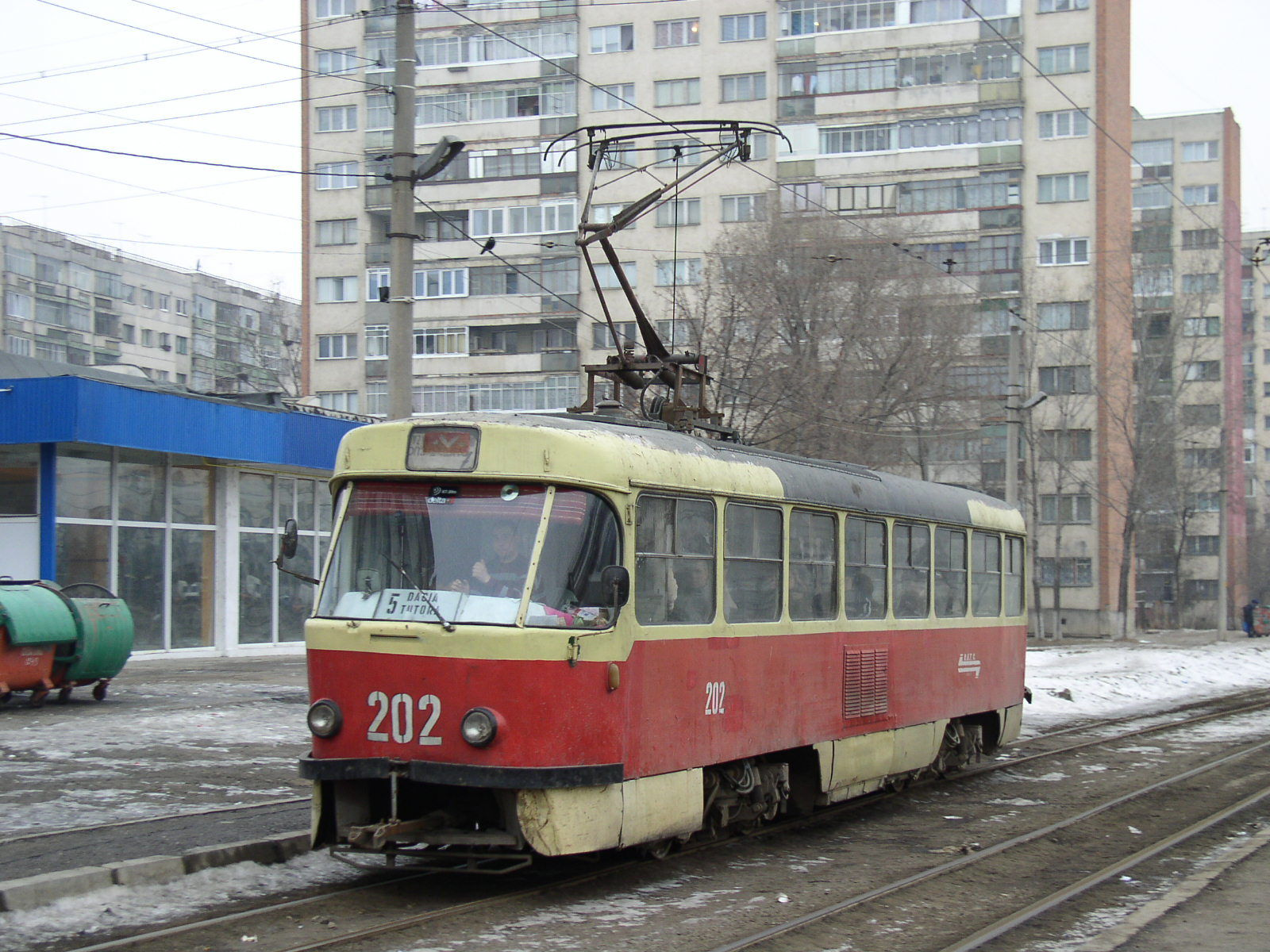
T4R ČKDタトラ製のボギー車（2006年撮影）
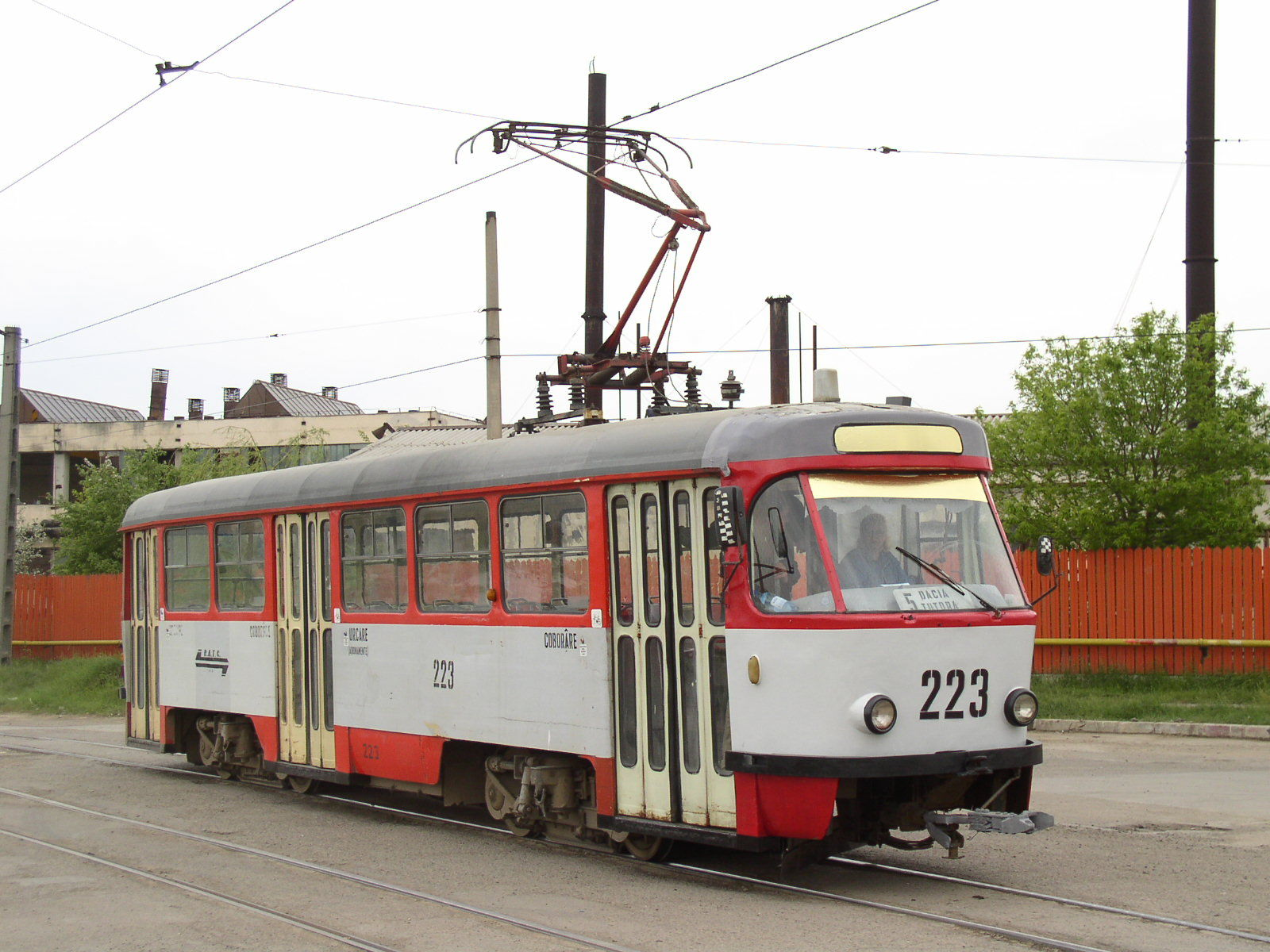
T4D ハレ市電からの譲渡車両（2006年撮影）
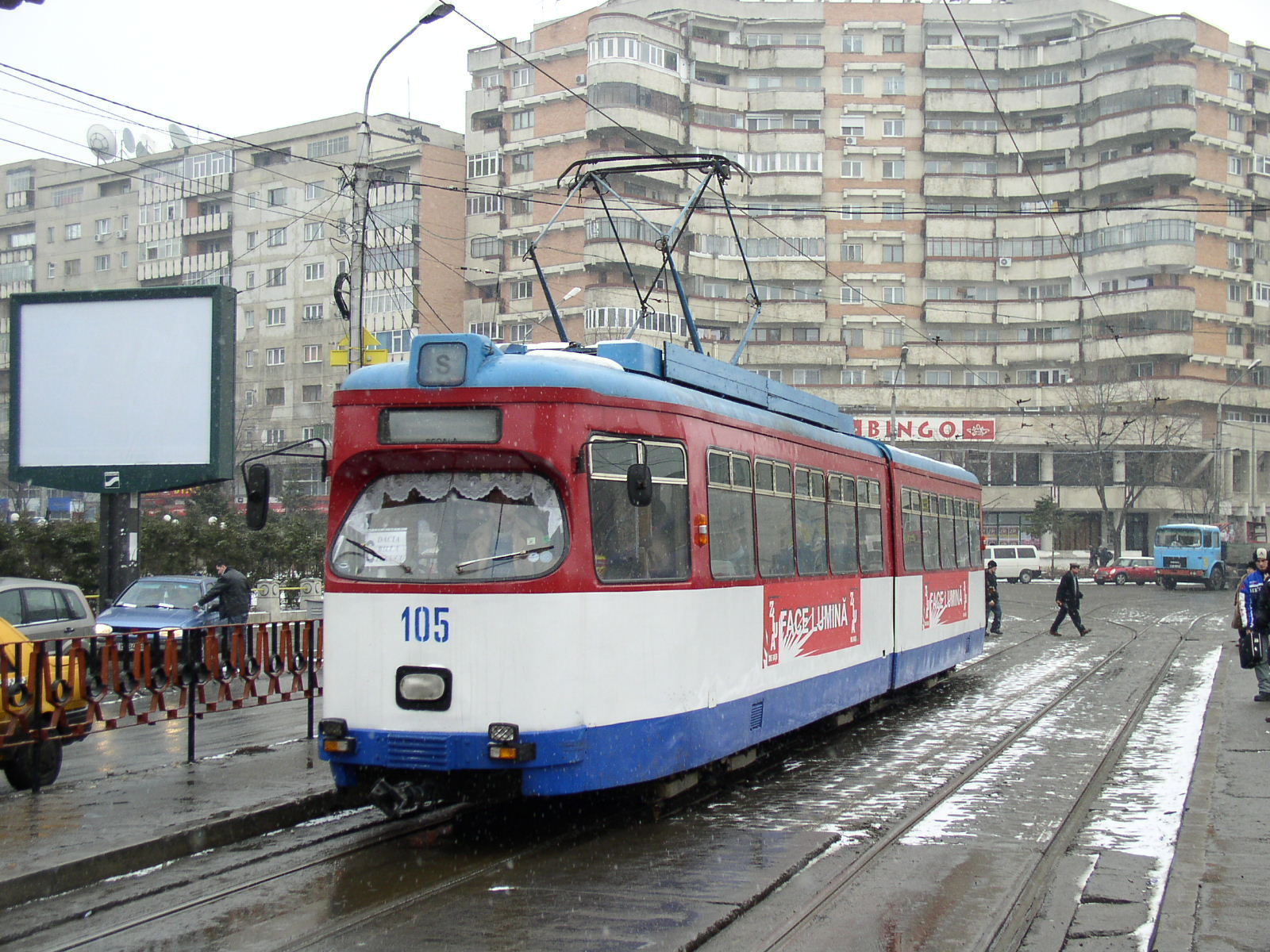
ST7 ダルムシュタット市電からの譲渡車両 （2006年撮影）
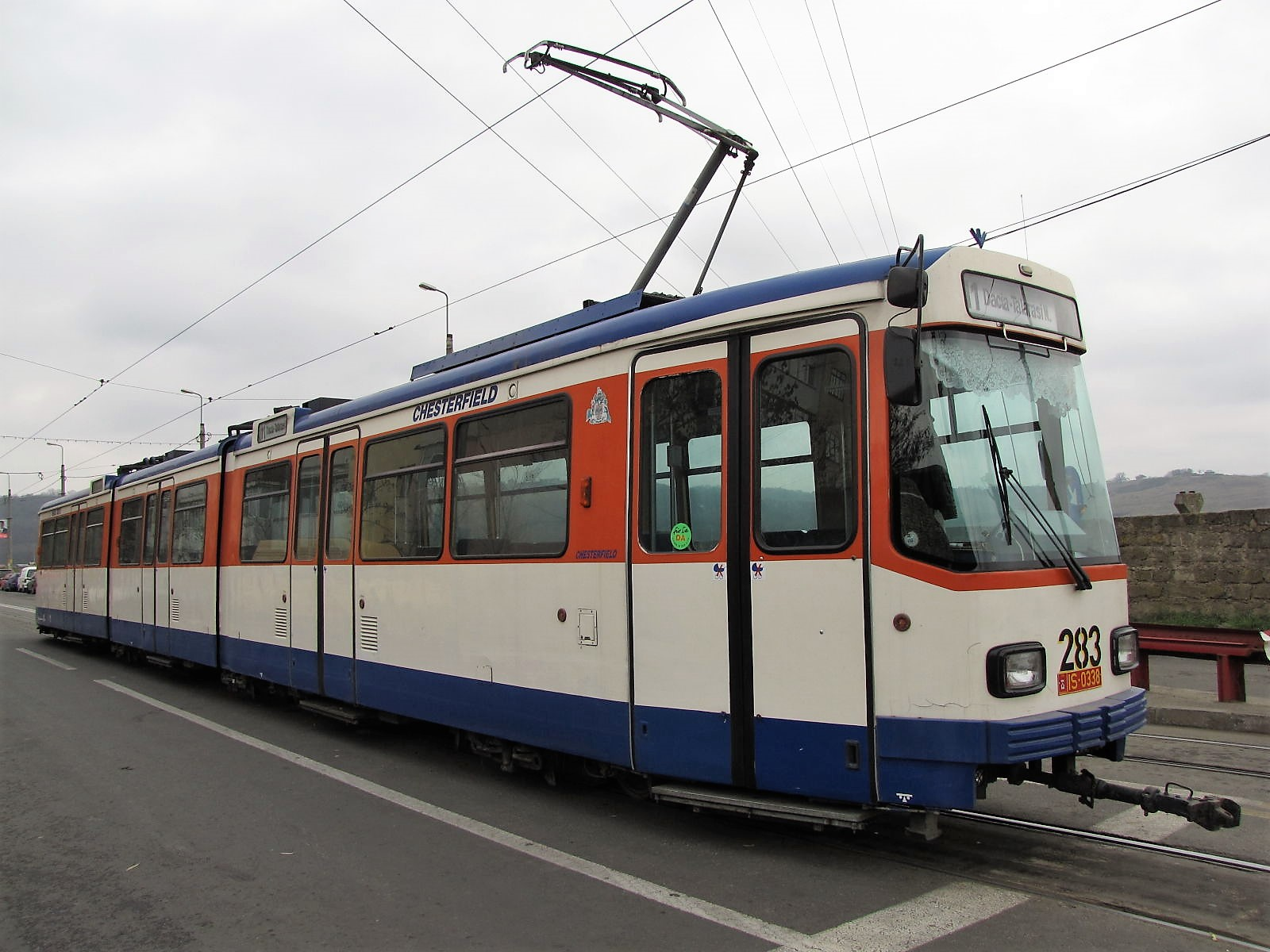
ST11 ダルムシュタット市電からの譲渡車両 （2009年撮影）
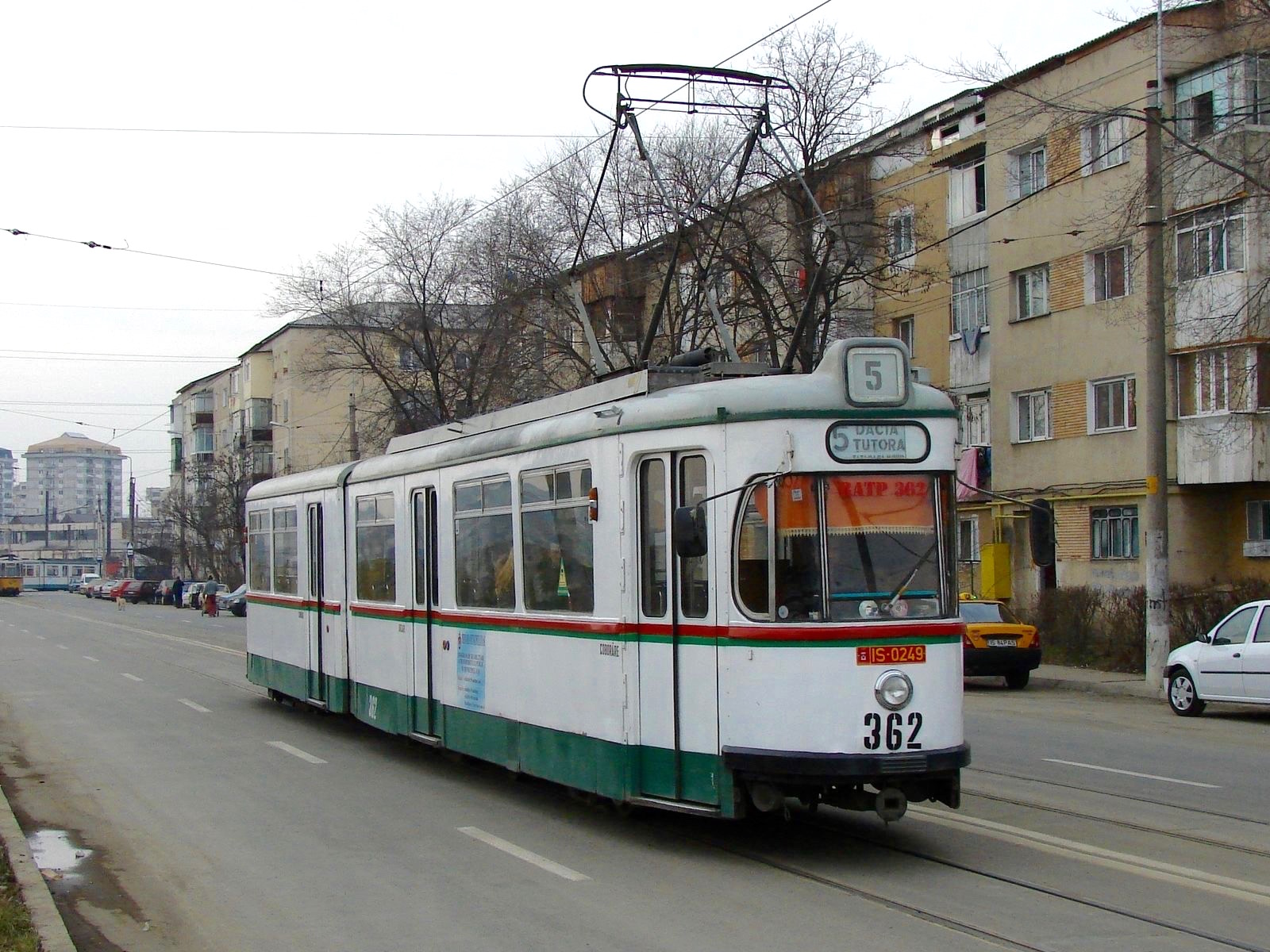
GT5 アウクスブルク市電からの譲渡車両 （2008年撮影）
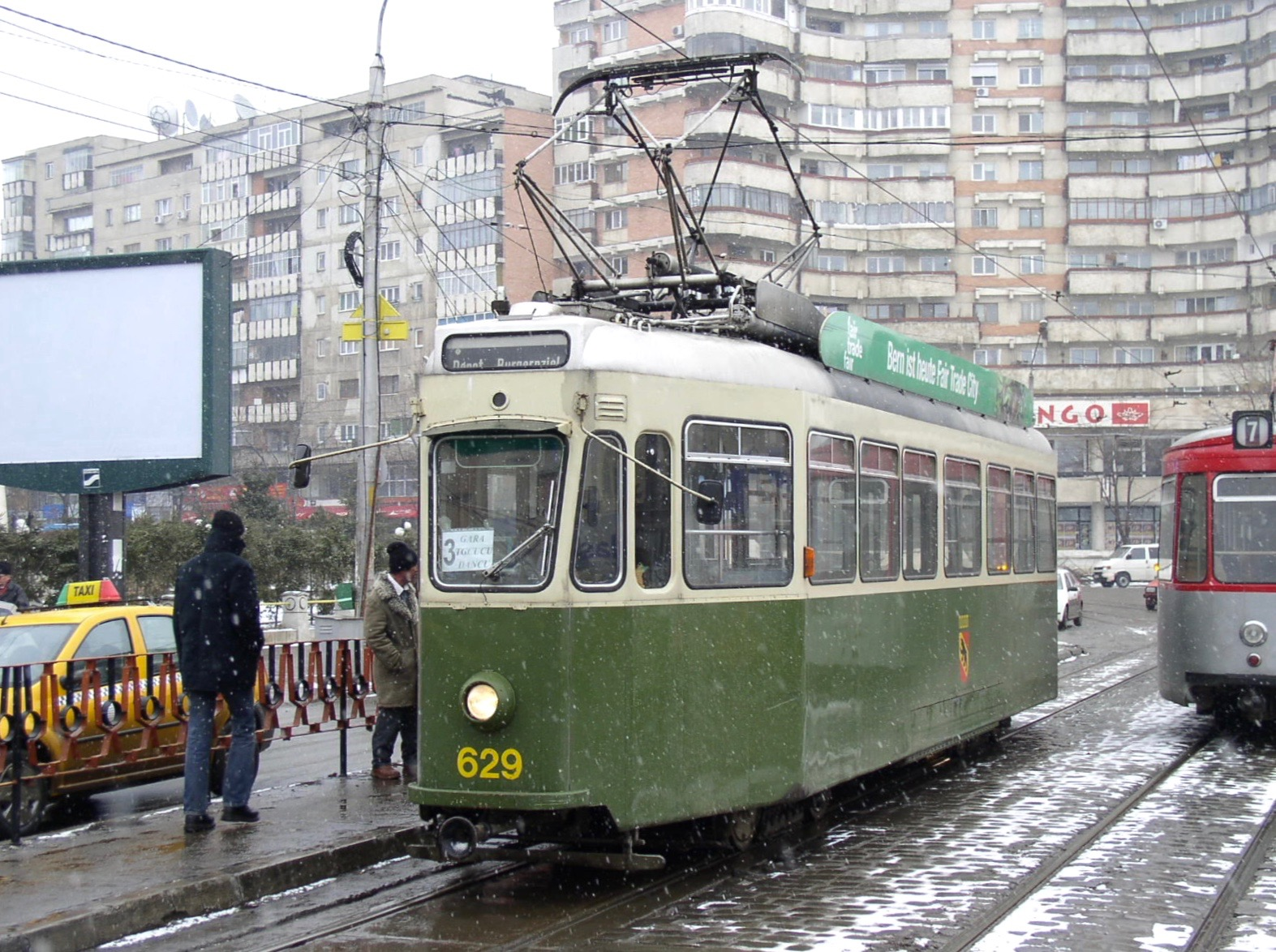
Be4/4（ドイツ語版） ベルン市電（ドイツ語版）からの譲渡車両 （2006年撮影）